# تومي بيرغيرسن
تومي بيرغيرسن (بالنرويجية البوكمول: Tommy Bergersen)‏ هو مدرب كرة قدم ولاعب كرة قدم نرويجي، ولد في 16 أكتوبر 1972 في مو إي رانا في النرويج. شارك مع Norway national under-15 association football team ‏ ومنتخب النرويج تحت 21 سنة لكرة القدم. أما مع النوادي، فقد لعب مع نادي بودو/غليمت ونادي فيكينغ ونادي لين.

## روابط خارجية
- تومي بيرغيرسن على موقع اتحاد النرويج (النرويجية)
- تومي بيرغيرسن على موقع قاعدة بيانات كرة القدم.إي يو (الإنجليزية)